# Osamu Tezuka
Osamu Tezuka (手塚 治虫, r. 手塚 治; 3. november 1928 - 9. februar 1989) je bil japonski umetnik mange, risar in animator. Rojen v prefekturi Osaka je s svojimi plodnimi dosežki, pionirskimi tehnikami in inovativno redefinicijo žanrov pridobil naslove, kot so "Oče mange", "Boter mange" in "Bog mange".
Poleg tega se pogosto šteje za japonskega ekvivalenta Waltu Disneyju, ki je v letih oblikovanja Tezuke služil kot glavni navdih. Čeprav ta stavek hvali kakovost njegovih zgodnjih manga del za otroke in animacije, zamegli tudi pomemben vpliv njegovih poznejših, bolj literarnih, gekiga del. 
Tezuka je leta 1989 umrl zaradi raka na želodcu. Njegova smrt je imela takojšen vpliv na japonsko javnost in druge risarje. V Takarazuki so zgradili muzej, posvečen njegovemu spominu in življenjskim delom, Tezuka pa je prejel številne posmrtne nagrade. V času njegove smrti je bilo v produkciji več animacij skupaj z zadnjimi poglavjemi Phoenixa, ki nikoli niso izšla.

## Življenje
Tezuka se je rodil v Toyonaki v Osaki. Bil je najstarejši od treh otrok. Družina Tezuka je bila uspešna in dobro izobražena; njegov oče Yutaka je delal pri podjetju Sumitomo Metals, njegov dedek Taro je bil odvetnik, njegov praded Ryoan in pradedek Ryosen pa sta bila zdravnika. Družina njegove matere ima dolgo vojaško zgodovino.
Ko je bil Tezuka mlad, mu je oče pokazal filme Walta Disneyja in postal je ljubitelj Disneyjevih filmov, ki si jih ogledal večkrat zapored, najbolj znano pa je Bambija videl več kot 80 -krat. Tezuka je začel risati stripe v času drugega razreda osnovne šole, ki jih je v veliki meri navdihnila Disneyjeva animacija; risal je toliko, da je morala njegova mama izbrisati strani v zvezku, da je lahko sledila njegovemu napredku.
Približno okoli petega leta je našel hrošča, v japonščini znanega kot "Osamushi". Tako je bilo podobno njegovemu lastnemu imenu, da je za svoj psevdonim vzel ime “Osamushi”. Tezuka je skozi šolska leta še naprej razvijal svoje manga veščine. V tem obdobju je ustvaril svoja prva spretna amaterska dela. 
Med srednjo šolo leta 1944 je bil Tezuka vpoklican v tovarno, ki jo je podpirala japonska vojska med drugo svetovno vojno; hkrati je nadaljeval s pisanjem mange. Leta 1945 je bil Tezuka sprejet na univerzo v Osaki in začel študirati medicino. V tem času je začel objavljati tudi svoja prva  dela.
Leta 2014 so poročali, da je Tezukova hči, Rumiko Tezuka, odprla predal za očetovo mizo, ki je bil od njegove smrti zaklenjen. V njem je našla napol pojeden kos čokolade, ročno napisan esej o Katsuhiru Otomu v zvezi z njegovim dobrim delom o Akiri, skice iz njegovih različnih projektov in veliko število erotičnih skic antropomorfnih živali (mnogi ga imajo za enega izmed začetnikov t.i. Furry skupin).
Leta 1959 se je Osamu Tezuka poročil z Etsuko Okado v hotelu Takarazuka.
Tezuka je Walta Disneyja osebno spoznal na svetovnem sejmu v New Yorku leta 1964. Tezuka je leta 1986 v svojem osebnem dnevniku zapisal, da ga je želel Disney najeti za potencialni projekt znanstvene fantastike. 
Januarja 1965 je Tezuka prejel pismo ameriškega filmskega režiserja Stanleyja Kubricka, ki je gledal oddajo Astro Boy in je želel Tezuko povabiti za umetniškega direktorja svojega naslednjega filma 2001: Odiseja v vesolju (ki je na koncu izšel leta 1968). Čeprav je bil na Kubrickovo povabilo počaščen, si Tezuka ni mogel privoščiti, da bi eno leto zapustil studio, da bi živel v Angliji, zato je moral ponudbo zavrniti. Čeprav pri izdelavi ni mogel sodelovati, mu je bil film všeč in si je v svojem studiu z največjo glasnostjo predvajal njegov zvočni posnetek, da bi med dolgimi delovnimi nočmi ostal buden.

## Dela
Celoten opus Tezuke obsega več kot 700 zvezkov z več kot 150.000 stranmi. Tezukove stvaritve vključujejo Astro Boy (Mogočni Atom na Japonskem), Black Jack, Princeso Knight, Phoenix (Hi no Tori na Japonskem), Kimba believe lev (Jungle Emperor na Japonskem), Unico, Message to Adolf, The Amazing 3, Buda, in Dororo. Njegovo "življenjsko delo" je bil Phoenix - zgodba o življenju in smrti, ki jo je začel v 1950-ih letih in nadaljeval do svoje smrti.
Poleg tega je Tezuka vodil produkcijski studio za animacijo Mushi Production ("Produkcija hroščev"), ki je bil pionir na področju TV -animacije na Japonskem.

## Stil
Tezuka je znan po svojih domiselnih zgodbah in stiliziranih japonskih priredbah zahodne literature. Na Tezukine "kinematografske" postavitve strani je vplival zgodnji grafični roman Milta Grossa, He Done Her Wrong. To knjigo je prebral kot otrok, njen slog pa je zaznamoval številne umetnike mange, ki so sledili Tezukinim stopinjam. 
Njegovo delo, tako kot delo drugih ustvarjalcev mange, je bilo včasih kruto in nasilno.
Izumil je značilen slog japonske animacije "velikih oči", ki je navdihnil vpliv zahodnih risank in animiranih filmov tistega časa, kot so Betty Boop, Mickey Mouse in drugi Disneyjevi filmi.

## Vpliv in zapuščina
Znamke so bile v njegovo čast izdane leta 1997. Tudi od leta 2003 je japonsko podjetje za igrače Kaiyodo začelo s proizvodnjo serije figuric Tezukinih stvaritev, vključno s princeso Knight, Unico, Phoenixom, Dororom, Čudovitim Melmom, veleposlanikom Magmo in mnogimi drugimi. . Do danes so bile izdane tri serije figuric.
Njegovo zapuščino še naprej častijo umetniki mange in animatorji. Tezuka je vodil številne znane umetnike mange, na primer Shotaro Ishinomori in Go Nagai. Umetniki, kot sta Akira Toriyama (Dr. Slump in Dragon Ball), so za navdih za svoja dela navedli tudi Tezuko.